# Ганзликова, Михаэла Луция
Михаэла Луция Ганзликова (чеш. Michaela Lucie Hanzlíková) — чешская фигуристка, выступавшая в одиночном катании. Чемпионка Чехии (2017), участница чемпионата мира и Европы.

## Карьера

#### Ранние годы
Родилась 29 октября 1999 года в Карловых Варах. Михаэла Луция, старшая из трёх сестёр в семье,  начала заниматься фигурным катанием в относительно позднем возрасте — восемь лет. На первые занятия ходила вместе с бабушкой, втайне от матери, которая работала в больнице и имела загруженный график. Лишь перед первым соревнованием мама узнала об увлечении дочери, когда ей понадобилось платье для выступления. В белом наряде в стиле Золушки Михаэла Луция стала победителем тех состязаний. Её первым наставником стала Моника Шкорничкова. Под руководством Шкорничковой фигуристка провела большую часть карьеры и добилась основных успехов.
Ганзликова становилась победительницей и призёром на международных соревнованиях в пред-юниорских категориях. Так в 2013 году на турнире в Словакии, где выступала в разряде новичков (англ. Novice), завоевала серебро, уступив лишь другой представительнице Чехии Анне Душковой, которая прежде всего известна по выступлениям в парном катании. В следующем году на этом же турнире Ганзликова и Душкова снова заняли два первых места. Михаэла Луция, отыграв отставание после короткой программы, в упорной борьбе, на 0,17 балла опередила конкурентку.

#### 2015—2016
В 2015 году Ганзликова, ученица гимназии города Остров, рассчитывала выступить на одном этапе юниорского Гран-при, однако получила приглашение на два турнира серии. На каждом из них на лёд выходили более тридцати участниц, среди которых Михаэла Луция заняла десятое и восьмое место. Тренер Шкорничкова назвала эти результаты своей подопечной успехом.
Впервые стала участницей взрослого чемпионата Чехии в декабре 2015 года. Чешский чемпионат проводится совместно с первенствами Словакии, Венгрии и Польши, образуя чемпионат четырёх стран. При этом, победители определяются для каждого отдельного государства. На дебютном соревновании подобного уровня Ганзликова без ошибок выполнила произвольную программу под музыку из фильма «Конго», ни один из двенадцати элементов не получил от судей отрицательных оценок за чистоту исполнения. Фигуристка оказалась на пятой позиции в общем зачёте, но среди участниц из Чехии финишировала со второй суммой баллов, тем самым став серебряной медалисткой чемпионата Чехии. По итогам турнира Вице-президент чешской Федерации фигурного катания Станислав Жидек сказал, что Ганзликова является открытием соревнований, показав уверенный для дебютантки уровень катания.

#### 2016—2017
Соревновательный сезон 2016—2017 годов оказался самым успешным в карьере фигуристки. На Гран-при среди юниоров улучшила прошлогодние результаты: на этапе в Чехии с семнадцатого промежуточного места поднялась на девятое, в Словении среди тридцати пяти фигуристок стала седьмой. Одержав победу на чешском национальном чемпионате, Ганзликова была включена в состав сборной на главные старты сезона и стала единственной участницей из Чехии в соревнованиях одиночниц на чемпионате Европы, юниорском и взрослом чемпионатах мира.
Перед «домашним» чемпионатом Европы ученица Моники Шкорничковой прошла тренировочный сбор в Италии. После первого дня состязаний на льду Ostravar Арены Михаэла Луция расположилась на пятнадцатой строчке и установила личный рекорд по системе Международного союза конькобежцев. Она прыгнула каскад тройной сальхов — тройной тулуп, сольный риттбергер в три оборота и двойной аксель, а также исполнила два из трёх вращений на максимальный уровень. По сумме двух выступлений опустилась на двадцатое место.
В марте 2017 года, никогда не соревновавшаяся за пределами Европы, Ганзликова отправилась чемпионат мира среди юниоров в Тайбэй. Её целью было попадание в число двадцати четырёх лучших и квалификация в произвольную программу. Фигуристка выполнила поставленную перед собой задачу, показав шестнадцатый результат. Уже спустя одиннадцать дней в Финляндии она представила постановку на взрослом чемпионате мира. Столкнувшись с акклиматизацией и общей усталостью от тяжелого сезона Михаэла Луция упала на всех прыжковых элементах в короткой программе и завершила турнир на последнем тридцать седьмом месте. Судья фигурного катания Ольга Жакова, которая комментировала турнир на чешском телевидении, несмотря на неудачное выступление, отметила большой талант Ганзликовой и выразила надежду на её успешное будущее в спорте.

#### 2017—2019
В новом сезоне стала участницей ряда турниров серии Челленджер. На одном из них, который проходил в Минске она стала двенадцатой, финишировав вслед за другой участницей из Чехии Элишкой Бржезиновой. На чемпионате страны 2018 года Михаэла Луция завоевала бронзу, после чего получила травму ноги и досрочно закончила сезон. Ганзликова решила сменить тренировочную команду, в связи с чем прекратила сотрудничество с Моникой Шкорничковой, у которой каталась с самого детства. Её новыми тренерами стал дуэт Марека и Юкико Седлмаеров.
Перед сезоном 2018/2019 проходила подготовку под руководством новых наставников сперва в Японии, а затем в родной Чехии. На последнем чемпионате Чехии 2019 года Михаэла Луция по итогам двух прокатов получила от судей шестую сумму баллов. Далее она объявила о прекращении соревновательной карьеры и начала тренировать маленьких детей.

## Программы
| Сезон     | Короткая программа                                        | Произвольная программа                                |
| --------- | --------------------------------------------------------- | ----------------------------------------------------- |
| 2018–2019 | - «Fever» Эдди Кули, Джон Дэвенпорт в исполнении Пегги Ли | - Музыка из фильма «Миссия невыполнима 2» Ханс Циммер |
| 2016–2018 | - «Hip Hip Chin Chin» Club des Belugas                    | - «O Fortuna» Карл Орф                                |
| 2015–2016 | - «Ice Symphony» Эдвин Мартон                             | - Музыка из фильма «Конго» Джерри Голдсмит            |

## Результаты

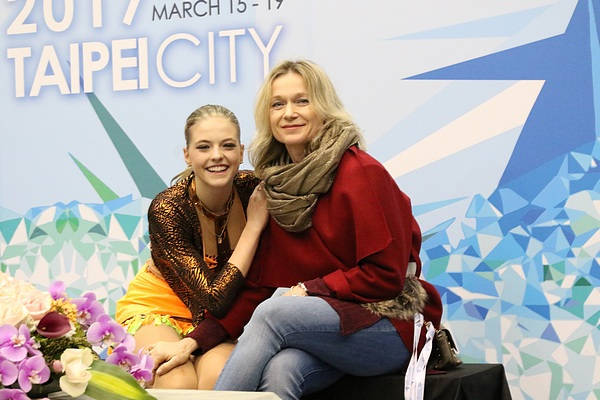
Михаэла Луция и её тренер Моника Шкорничкова на чемпионате мира среди юниоров (2017)

| Соревнования                 | 14/15         | 15/16         | 16/17         | 17/18         | 18/19         |
| Международные                | Международные | Международные | Международные | Международные | Международные |
| ---------------------------- | ------------- | ------------- | ------------- | ------------- | ------------- |
| Чемпионат мира               |               |               | 37            |               |               |
| Чемпионат Европы             |               |               | 20            |               |               |
| Челленджер. Warsaw Cup       |               |               | 16            |               |               |
| Челленджер. Мемориал Непелы  |               |               | 11            |               |               |
| Челленджер. Ice Star         |               |               |               | 12            |               |
| Челленджер. Tallinn Trophy   |               |               |               | 23            |               |
| Челленджер. Lombardia Trophy |               |               |               | 22            | 21            |
| Челленджер. Finlandia Trophy |               |               |               |               | 23            |
| Ice Star                     |               |               |               |               | 16            |
| Кубок Ниццы                  |               |               |               | 9             |               |
| NRW Trophy                   |               |               | 5             |               |               |
| Toruń Cup                    |               |               | 4             |               |               |
| Bavarian Open                |               | 4             |               |               |               |
| Santa Claus Cup              |               | 8             |               |               |               |
| Международные среди юниоров  |               |               |               |               |               |
| Чемпионат мира среди юниоров |               |               | 16            |               |               |
| Юниорский Гран-при: Чехия    |               |               | 9             |               |               |
| Юниорский Гран-при: Словения |               |               | 7             |               |               |
| Юниорский Гран-при: Хорватия |               | 8             |               |               |               |
| Юниорский Гран-при: Австрия  |               | 10            |               | 21            |               |
| NRW Trophy                   | 6             |               |               |               |               |
| Мемориал Гельмута Зайбта     | 4             | 4             |               |               |               |
| Tirnavia Ice Cup             | 9             | 1             | 2             |               |               |
| Национальные                 |               |               |               |               |               |
| Чемпионат Чехии              |               | 2             | 1             | 3             | 6             |